# Marta Recio i Fernández
Marta Recio Fernández (Barcelona, 20 de setembre de 1987) és una jugadora de waterpolo catalana.
Va iniciar-se en la natació al CN Atlètic-Barceloneta i després va formar-se com a waterpolista al CE Mediterrani, amb el qual va debutar a la Divisió d'Honor de waterpolo amb 16 anys. El 2009 va fitxar pel CN Sabadell. aconseguint dues Copes d'Europa, tres Lligues espanyoles, quatre Copes de la Reina, quatre Supercopes d'Espanya i quatre Copes Catalunya. La temporada 2013-14 va fitxar pel CN Sant Andreu, amb el qual va disputar la Copa LEN, i, tres anys més tard, pel CN Terrassa. Internacional amb la selecció espanyola en onze ocasions entre 2005 i 2011, va participar en les Lligues Mundials de 2006 i 2010.

## Palmarès
- 2 Eurolliga femenina de la LEN: 2010-11, 2012-13
- 3 Lliga espanyola de waterpolo femenina: 2010-11. 2011-12, 2012-13
- 4 Copa espanyola de waterpolo femenina: 2009-10, 2010-11, 2011-12, 2012-13
- 4 Supercopa espanyola de waterpolo femenina: 2009-10, 2010-11, 2011-12, 2012-13
- 4 Copa Catalunya de waterpolo femenina: 2009-10, 2010-11, 2011-12, 2012-13